# Jeff Rouse
Jeffrey ("Jeff") Norman Rouse (ur. 6 lutego 1970 we Fredericksburgu) – amerykański pływak. Wielokrotny medalista olimpijski.
Specjalizował się w stylu grzbietowym. W igrzyskach brał udział dwukrotnie, startował w Barcelonie i Atlancie, łącznie zdobył cztery medale. Największe sukcesy odnosił na dystansie 100 metrów, był rekordzistą globu i zdobywał medale mistrzostw świata: złoty w 1991 oraz srebrny w 1994. Miał niepodważalne miejsce w sztafecie stylem zmiennym. Studiował na Uniwersytecie Stanforda. 

## Starty olimpijskie
Barcelona 1992
- 4 × 100 m zmiennym – złoto
- 100 m grzbietem – srebro

Atlanta 1996
- 100 m grzbietem, 4 × 100 m zmiennym – złoto